# مارشال كامبل
مارشال كامبل (بالإنجليزية: Sir Marshall Campbell)‏ هو سياسي جنوب أفريقي، ولد في 1848 في غلاسكو في المملكة المتحدة، وتوفي في 1917.